# NGC 7135
NGC 7135 é uma galáxia elíptica (E-S0) localizada na direcção da constelação de Piscis Austrinus. Possui uma declinação de -34° 52' 34" e uma ascensão recta de 21 horas, 49 minutos e 46,0 segundos.
A galáxia NGC 7135 foi descoberta em 23 de Setembro de 1834 por John Herschel.